# Siamacarus withi
Siamacarus withi är en spindeldjursart som beskrevs av Philippe Leclerc 1989. Siamacarus withi ingår i släktet Siamacarus och familjen Opilioacaridae. Inga underarter finns listade i Catalogue of Life.